# 埃克尔斯海姆
埃克尔斯海姆是德国莱茵兰-普法尔茨州的一个市镇。总面积4.92平方公里，总人口495人，其中男性259人，女性236人（2011年12月31日），人口密度101人/平方公里。